# Richard Berry
Richard Berry, artiestennaam van Richard Élie Benguigui (Parijs, 31 juli 1950), is een Frans acteur en regisseur.
In 1993 was hij genomineerd voor de César voor beste acteur voor zijn rol in Le petit prince a dit. Laureaat dat jaar werd evenwel Claude Rich.

## Filmografie (selectie)
- 1974 - La Gifle (Claude Pinoteau)
- 1982 - Une chambre en ville (Jacques Demy)
- 1982 - La Balance (Bob Swaim)
- 1982 - Le Grand Pardon (Alexandre Arcady)
- 1986 - Un homme et une femme, 20 ans déjà (Claude Lelouch)
- 1990 - La Baule-les-Pins (Diane Kurys)
- 1993 - Le petit prince a dit (Christine Pascal)
- 1995 - L'Appât (Bertrand Tavernier)
- 2001 - L'Art (délicat) de la séduction (Richard Berry)
- 2003 - Tais-toi ! (Francis Veber)
- 2003 - Moi César, 10 ans ½, 1m39 (Richard Berry)
- 2005 - La Boîte noire (Richard Berry)
- 2006 - La Doublure van Francis Veber)
- 2008 - L'Emmerdeur (Francis Veber)
- 2010 - L'Immortel (Richard Berry)
- 2011 - D'un film à l'autre (Claude Lelouch)
- 2013 - Avant l'hiver (Philippe Claudel)
- 2015 - Nos femmes (Richard Berry)
- 2016 - Tout, tout de suite (Richard Berry)
- 2018 - Eva (Benoît Jacquot)

- Bibsys: 11013099
- Biblioteca Nacional de España: XX1602973
- Bibliothèque nationale de France: cb13891444s (data)
- Gemeinsame Normdatei: 140729836
- International Standard Name Identifier: 0000 0001 2146 7193
- Library of Congress Control Number: no97019835
- MusicBrainz: 2e98898d-8d8f-461c-9f36-67260bf4e1bb
- Bibliotheek van het Japanse parlement: 00964656
- Nationale Bibliotheek van Tsjechië: xx0151970
- Nationale Bibliotheek van Israël: 987007325091405171
- Nationale Bibliotheek van Polen: a0000001870355
- Nederlandse Thesaurus van Auteursnamen: 119249812
- Réseau des bibliothèques de Suisse occidentale: 02-A012388781
- SNAC: w6v70mjm
- Système universitaire de documentation: 077447158
- Virtual International Authority File: 107724720
- WorldCat: E39PBJfRFp7hrJTX7wqQPVD6rq